# 深圳市科技图书馆
深圳市科技图书馆，又名深圳大学城图书馆。2006年6月由深圳市政府批准成立，原深圳市科技情报研究所整体并入。
2006年12月31日对大学城师生开放，2007年3月30日对社会读者开放。
圖書館網站域名曾使用「lib.utsz.edu.cn」，現已改爲「utszlib.edu.cn」。